# Олд-стайл тату

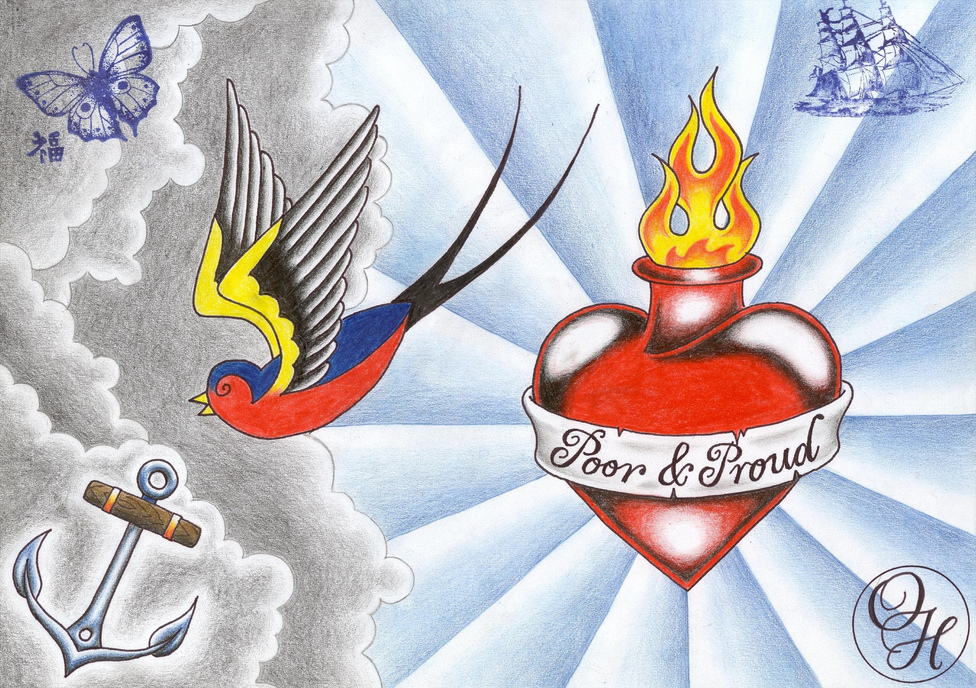
Зображення тату у стилі «Old school»

«Old school» — традиційний стиль татуювань Європи та Америки, історія якого починається з кінця XIX-го століття.
Найпоширенішими в цьому напрямі є такі малюнки як черепи, серця, стрічки, ангели, хрести, вогонь, квіти, якорі.
Часто такі татуювання робили собі моряки, тому не рідко можна побачити в «Old school» написи з іменами людей, назвами пам'ятних подій, висловлюваннями. Ці зображення, як правило, виконуються яскравими фарбами, обрамленими жирним чорним контуром.

## Види татуювань

### Якір
Класичний для олдскульного дизайну, одна з найпопулярніших татуювань на Заході протягом останніх двох століть, і має давні символічні корені, що йдуть на кілька тисячоліть углиб часів. Вважався символом, що допомагає не збитися зі шляху, вмінням протистояти вітрам і течіям та залишатися самим собою за будь-яких обставин. Якорі татуйовані людям, тісно пов'язаних з морською або військово-морський кар'єрою, це татуювання особливо близька морякам у всьому світі, часто виконувалася після першого перетину Атлантики.

### Ластівка
Татуювання ластівки (птах щастя і удачі) показує стійку популярність мистецтва татуювання у морській справі. Традиційно ластівка— татуювання, яку моряк робить після подорожі при проходженні 5000 морських миль. Для моряка ластівка символізує безпечне повернення додому, адже поява ластівки — «перша ознака, що поруч земля». Ластівки, як відомо, подорожують на далекі відстані, здійснюючи далекі перельоти через водні простори, протягом перельоту сідали відпочити на судна, що проходять, тим самим, даючи знак морякам, що земля близько. Після проходження 10 000 миль моряк міг зробити другу пташку на другій стороні свого тіла. Пара ластівок — ознака хорошої подорожі.

### Скеля століть
(Зображення Ісуса Христа, алегорія); — класика татуювання. Служила символом надії, захисту і опори, була своєрідним амулетом і талісманом, наприклад, для моряків. Наявність витатуйованим слів, таких як, наприклад «Тримайся!» вселяло надію і віру в моряків і теж служило амулетом. Інші символи показували, що моряк перетнув Екватор, обігнув Мис Горн або відвідали Далекий Схід, приміром. Інша версія татуювання хрест і/або зображення Ісуса Христа полягала в тому, що релігійний символ, витатуюваний на спині моряка, міг пом'якшити накладене дисциплінарне (часто тілесне) покарання, і такий моряк, ймовірно, був би менш суворо покараний. Інша популярна татуювання, відома вже багато десятків років, зображує моряка чи людину, що стоїть на колінах перед хрестом, висіченим з твердого каменю. Християнська віра людини часто згадувалася як камінь, основа-фундамент, на якій побудоване доброчесне життя. Це ґрунтувалося на вірі, що будинок або будівлю були тільки настільки ж міцні як фундамент, на якому зводилися. Кам'яний хрест був відомий протягом довгого часу під назвою «Скеля Віків» або хрест моряка.

### Навігаційна зірка або троянда вітрів
Стародавній, і тим не менш, нітрохи не застарілий тату-мотив, відомий ще століття тому. Зірки на небі часто служили орієнтиром для моряків, особливо Північна або Полярис в Північній півкулі, а так само Південний Хрест у Південному. Моряки татуювали собі навігаційні зірки, тому що вони покладалися на них, від цього залежало їх життя, зірки повинні були вказати шлях додому, а так само мореплавці були вельми забобонними людьми і сподівалися, що їх татуювання у формі зірки послужать амулетом щасливої дороги. Приблизно в той же час морська зірка стала позначатися на компасах. У пізніший час подібні зірки стали символізувати життєвий шлях, його пошук. Їх стали робити ті, хто хоче не збитися зі шляху, який, таким чином, зірка стала дороговказною — її образ допомагав не збитися з обраного шляху, коли людина розгублена. Пізніше такі зірки стали символами нагороди, високого заохочення, ознакою відмінності.

### Зірка
Зірка — з зірками часто стикаються як з символами, і в багатьох випадках накреслення специфіка такого символу залежить від кількості кутів і так само їх напрями. Як світло, сяюче в темряві, зірку часто вважають символом правди, духу і надії. Символ зірки втілює поняття божественної іскри в кожному з нас. А їх нічна природа спонукає представляти зірки як боротьбу проти сил темряви і невідомості. Зірки з певним дизайном мають самостійну символіку і значення. Низхідна пентаграма — це той випадок, коли верхній промінь зірки вказує вниз, нібито наслідувала голові козла, і вважається ознакою диявола. Гексаграмах або шестикутна зірка, є потужним символом взаємодії Божественного із смертним, Бога з людством. Зірка Давида отримала свою назву «Щит Давида» з легенди, що у Давид був щит, що має форму шестикінечною зірки, у своєму бою з велетнем Голіафом. Також відома як Друк Соломона або Зірка Творця, її шість вершин представляють шість днів тижня, а центр її відповідає дню відпочинку Творця. Септаграмма або семикінцева зірка — символ інтеграції та всього містичного, пов'язаного з цифрою сім. Її пов'язують з сімома планетами класичної астрології і з іншими семикратним системами, наприклад, з сімома чакрами в індуїзмі. Октограмма або октагональна зірка — символ достатку і регенерації, і пов'язана з восьмиразовим системами, наприклад, в єгипетській міфології вісім початкових богів, які уособлювали сили хаосу. Нонаграмма або девятіконечная зірка — символ досягнення і стабільності, хоча це — той вид стабільності, який може змінюватися. Так само нонаграмма може бути пов'язана з дев'ятиразовим системами, типу дев'яти індуських чакр.

### Бритва
Дизайн татуювання може символізувати безліч речей, але всі вони носять значення «гострий» (загострений, ріжучий, роздратований, дратівливий, нестриманий). Бритва часто використовувалося як інструмент самогубства, синонім— «різати вени». Небезпечна бритва — класичний дизайн олдскула, який в 70-80-х роках часто використовувався як приналежність до вживання кокаїну, їм ділили на порції. Також, як і кастет, бритва вказувала на професії людей за межею закону, могло символізувати депресію, вибуховий характер людини, нестриманість, небезпеку.

### Руки в молитві або Руки Апостола
Версія цієї картини з'явилася в роботі Дюрера — руки апостола, що стоїть в порожній могилі, дивиться на небо при коронації Святої Діви Марії. Оригінал був знищений вогнем в 1729, однак є багато копій, які так само хороші, як і ескіз. Сьогодні ця робота Дюрера один з найпопулярніших дизайнів татуювання на всі випадки життя, руки, складені в молитві, продовжують хвилювати людей, їх серця і уми, особливо коли це зображення доповнено і об'єднано з різноманітними доповненнями, типу хреста або чоток. Воно часто поєднується з серцями або іменем коханої людини, і наноситься як пам'ять про когось. Інші зміни можуть бути у вигляді тексту, прохання чи з ранами від розп'яття на хресті, так само може бути доданий вогонь.

### Жінка-диявол
Часто це жінка, з пляшкою алкоголю, картами, кістками або іншими атрибутами азартних ігор. Девіз такої татуювання: «Вино, Жінки і Пісня!».

### Стрічки з написами
Сюжет може розповісти багато про що, але бувають часи в житті, коли кілька добре підібраних слів можуть дати більше, ніж малюнок. Найпоширенішими були, наприклад, «тримайся» на пальцях однієї руки, і «швидко» на пальцях другий, і служили захисними амулетами (у значенні, триматися на воді, не тонути; швидко дістатися до місця, повернутися додому). «Любов і ненависть», «любов і біль», «життя важке» — ось татуювання, які були популярні на пальцях в ті роки.

### Серце
Татуювання у формі серця — класичний дизайн напрямки олдскул, її можна розглядати як перевернутий трикутник, що став символом усього жіночого, і часто використовуваний як вираз романтичної любові. Серце — вічний символ любові, почуттів і самої сили життя для всього людства. По суті, серце відповідає за почуття і правду. Ми говоримо «безсердечний» про людину, яка несправедливий або вкрай жорстокий. Дружба, хоробрість, романтичні відносини і емоційний вираз також втілені в цьому символі. Людське серце займає центральне місце у всіх релігіях світу, і визнається символом любові, а так само божественного начала в людині. Протягом довгого часу воно стало також символом милосердя, благочестя і розуміння. Позначення серця підходить для вираження любові і радості, а так само для горя і нещастя (розбите серце). Також серце — середньовічний символ Христа, жертви, особливо в римсько-католицької Церкви. Священне серце показує любов спокутування до Бога як джерело освітлення і щастя, отже, вогонь і шипи представляють корону з шипами, яку наділи Христу (терновий вінок), а вогонь представляє любов і духовний запал — таким чином, зображення серця стало символом порятунку і вічного життя. Серце також символізувало центр людини. Мало того, що це був найбільш значимий фізичний орган, то вона ще вважалося місцем духовності та емоційним центром, звідки походила любов до божественного. У Євангеліях Ісус говорить про серце, що представляє любов, смирення і м'якість. Оскільки цей дизайн татуювання досить поширений у всьому світі, серця стали дуже популярним мотивом у татуювання, особливо у жінок. У олдскуле дуже часто такий мотив розташовують на груді. Серце, пронизане стрілою — символ для вираження спрямованої енергії, потоку і проникнення. Зірки і серця — символ щастя і сприятливих возможностей.

### Троянда
На Заході, уособлює те ж, що Лотос на Сході. Символ любові, але любові особливою, яка є чистою. Через красу, запаху і форми, вона є найдосконалішим квітковим символом. З усіх квіткових дизайнів, татуювання троянди все ще є найпопулярнішою. Червона троянда говорить про любов, у той час як троянда без шипів означає кохання з першого погляду. Жовті троянди — вираз радості, білі — пошани і поваги, рожеві — симпатія і захоплення, помаранчеві— ентузіазм.

### Дівчата-сексі або пінап / Бетті Пейдж
Синонім «Дівчата з досконалою фігурою» У 1955 Бетті Падж виграла звання «міс Світу дівчина з картинки» (Pin-up — фотографія красуні, симпатична дівчина на фотографіях для якого багато вільного часу розглядання). Бетті — ім'я загальне, в олдскулі — зображення чарівної дівчини, чия досконала краса межує з натяком на непослух і непокору.

### Пантера
Найбільший і лютий звір із котячих в Америці, більш жорстокий і небезпечний, ніж тигр, лев або леопард. Пантера / ягуар незалежна і хитра, а також єдиний з котячих, який може полювати у воді. Пантера / ягуар помітно фігурує в міфології більшості культур на Півдні і Центральній Америці, присутній у мистецтві і релігії всіх доколумбових цивілізаціях. Дуже древній і потужний тотем. Багато культур знайшли дуже істотним, що пантери бувають двох кольорів — чорного і жовтого (пантера і ягуар — назва одного й того ж тваринного, розрізняються за забарвленням) і вважали, що чорна пантера пов'язана з нічним небом і місяцем, а жовта пантера (ягуар)— з сонцем і світлом. Пантера / ягуар була часто символом шаманів, людей, які могли з'єднати свідомі і несвідомі світи, хто мав доступ до загробного життя і до світу духів. Багато хто думав, що пантера була своєрідним перевертнем, здатної перетворити себе за бажанням.

### Блискавка
Блискавка була символом влади, а також символом капризів природи. Оскільки блискавка часто супроводжує дощ і грози, вона також була символом достатку, так як дощ був необхідною умовою для дозрівання гарного врожаю. У Біблії блискавка супроводжувала появу Бога. Блискавка символізує світло правди. Татуювання блискавки популярна в багатьох азіатських культурах.

### Підкова
Один з основних дизайнів олдскула, опущені вниз роги підкови були амулетом захисту та удачі. У татуювання підкова може зображуватися одна, а також разом з іншими зображеннями, пов'язаними з удачею, типу гри в кістки або гри в карти, які розкладені в переможній комбінації, так само поруч з четверолістним конюшиною. У багатьох частинах Європи і Північної Америки, підкови прибиті на дверях сараїв і будівель, і в залежності від культурних і традиційних вірувань можуть розташовуватися в нижньому положенні або верхньому. У випадку, коли підкова розташована у верхньому положенні, це означало як чаша, в яку можна ловити удачу. А якщо розташована вниз, то означало, що як би вся невдача вилита з чаші і довго в ній не затримається. Підкова як символ удачі став за часів, коли перші католики (Рим) взували в неї коней, щоб захистити їх від пошкоджень і копита болю. Католики будували багато доріг для зміцнення своєї імперії (тоді і з'явився вислів «Всі дороги йдуть до Риму»), і коні були невід'ємною частиною римської системи транспортування. Саме в той час підкова і стала символом багатства, успіху і достатку.

### Полум'я
Перетворення, руйнування, зміна, пристрасть, маяк світла і світоч знань, а також — попередження. Але вогонь може не тільки руйнувати, а так само нести тепло і світло, щоб розвіяти темряву. Вогонь і полум'я в смолоскипах, маяки, свічках представляє символ надії, світла і знання. Вогонь — один з чотирьох основних елементів — включаючи Землю, Воду і Вітер — так само є і одним з основних п'яти китайських елементів. В індуїзмі вогонь — один з п'яти священних елементів, з яких складаються всі, хто живе створіння, і вважається вічною основою до священних релігійних церемоній. У християнстві вогонь — символ Святого Духа (очищення) і часто використовується в описах пекла. Вогонь — також символи спокуси та гріха, і сатана часто зображується оточений вогнем. У міфології Фенікс згорає у вогні і відроджується зі свого власного попелу. Вогонь — символ перетворення і відродження і являє собою цикл життя.

### Восьма куля
Цей дизайн може мати кілька різних значень, і його символіка залежить від контексту, в якому він використовується. «восьма куля» в татуюванні має на увазі алкоголь, наркотики, азартні ігри, жінок легкої поведінки. Деякі люди розглядають «восьму куля» як отримання шансу, якщо пощастить, то все вийде. Це та татуювання, яке натякає на ходіння по краю чи випробування долі. символізує готовність ризикувати і можливість удачі чи невдачі. Іншими словами «Життя — азартна гра!»

### Голуб
Символ святого духу в деяких християнських тлумаченнях і часто використовується в поданні Хрещення Ісуса Христа, найбільш знаком епізод з Біблії — історія Всесвітнього Потопу, коли Бог сказав Ною вибудувати Ковчег і взяти на нього по парі кожної тварини і птиці. Згідно з Біблією, під час потопу Бог послав проливні дощі, і весь світ був затоплений. І тільки Ной та його сім'я і істоти на борту Ковчега пережили цей потоп. Після багатьох тижнів у морі, Ной звільнив спочатку Ворона, а потім Голуба, щоб вони летіли шукати землю. Голуб повернувся з оливковою гілкою в дзьобику, і Ной зі своєю родиною дуже зраділи тому, що повінь відступило. Голуб став потужним символом як провісник надії.

### Дельфін
Популярність цього мотиву пояснена тим, що протягом довгого часу існує незримий зв'язок між людиною і дельфінами. Люди і дельфіни співіснували разом достатньо довго, і навіть тепер, чим більше ми дізнаємося про ці істот, тим схильні вважати, що дельфін несе якусь божественну іскру, яка відокремлює їх від інших тварин. Довго вважалося, що дельфіни служать якийсь зв'язком між надводним і підводним світом. Плавання з дельфінами, наприклад, допомагає дітям справлятися з різними недугами, заспокоює і допомагає людям, які страждають депресією або нервовими розладами. Немає нічого дивного, що татуювання дельфіна стала такою популярною.

### Гра в кості
Як татуювання, гра в кості — метафора життя: Іноді в житті, як в азартних іграх, більш важливо отримати шанс, «схопити удачу за хвіст», ніж бути талановитим, таким чином, гра в кості може розглядатися як символ удачі. Але в той же час, гра в кості часто інтерпретується у татуювання як один з елементів азартних ігор, і часто входить до складу поширених людських пороків, включаючи гру в карти, наркотики і алкоголь, зброя, ставки на іподромі, гонки і спілкування з жінками легкої поведінки. Вираз «кидати кістки», має на увазі брати на себе ризик, в якому результат буде зовсім невідомим, який людина контролювати не може. Це має на увазі, що результат такого ризику буде залежати тільки від долі і даного людині шансу. Широко відомий вислів: «Жереб кинуто» (афоризм Юлія Цезаря при переході Рубікону), — означає, що вибір зроблено, але результат невідомий.

### Череп
Череп відомий у всьому світі як символ смерті. У багатьох культурах символ черепа — це нагадування про нашу власну смертності. Історично, череп був популярним символом тріумфу над ворогом, і попередженням людям, переможеним в битві. Черепи служили трофеями і велика кількість черепів могло бути складено переможцями в громадських місцях, як прямий доказ перемоги над ворогом і похмуре нагадування про втрати переможених.

### Ніж / Кинджал
Зображення ножа, кровопускання і смерті — все це переплетене між собою. Здатність проливати кров, сама суть життя, є незвичайно потужним зображенням і дуже потужним символом — несучим смерть. Також присутні у багатьох військових татуювання через використання як зброї, чудово підходить для ближнього бою через їх безшумного дії. Ніж або кинджал представляють лють, швидкість, завзятість і смерть. Він символізує готовність вжити заходів, бути сміливим і безстрашним, готовим відповісти за нанесені образи. Ніж у серце — означає зраду в коханні, а часто просто невірність, а проткнутий ножем череп людини — ризик життям, прихильник своїх ідей. Череп з ножем у зубах — символізує дію. Черепа, демони, пірати — зображуються з ножами в зубах як спосіб показати: «я готовий до всього!»

### Хрест
Несе в собі сильний духовний елемент, зустріч матеріального і духовного в людському існуванні.

### Вишня
Фрукти символізують достаток. Вишня символізує цнотливість і чистоту, оскільки фрукти дозрівають на деревах. Зірвана вишня представляє втрату невинності і гідності. Надкушена вишня — більше не незаймана. Вишня, оточена вогнем, говорить про невгамованні бажанні або пристрасті.